# Гімнастика на літніх Олімпійських іграх 2000
У програмі змагань з гімнастики на літніх Олімпійських іграх 2000 були три дисципліни: спортивна гімнастика, художня гімнастика й стрибки на батуті.

## Медалі

### Загальний медальний залік
| Місце  | Країна         | Золото | Срібло | Бронза | Загалом |
| ------ | -------------- | ------ | ------ | ------ | ------- |
| 1      | Росія          | 9      | 5      | 6      | 20      |
| 2      | КНР            | 3      | 2      | 2      | 7       |
| 3      | Румунія        | 3      | 2      | 1      | 6       |
| 4      | Іспанія        | 1      | 0      | 0      | 1       |
| 4      | Угорщина       | 1      | 0      | 0      | 1       |
| 4      | Латвія         | 1      | 0      | 0      | 1       |
| 7      | Україна        | 0      | 2      | 1      | 3       |
| 8      | Білорусь       | 0      | 2      | 0      | 2       |
| 8      | Франція        | 0      | 2      | 0      | 2       |
| 10     | Греція         | 0      | 1      | 1      | 2       |
| 10     | Південна Корея | 0      | 1      | 1      | 2       |
| 12     | Австралія      | 0      | 1      | 0      | 1       |
| 13     | Болгарія       | 0      | 0      | 2      | 2       |
| 13     | Канада         | 0      | 0      | 2      | 2       |
| 15     | Польща         | 0      | 0      | 1      | 1       |
| 15     | США            | 0      | 0      | 1      | 1       |
| Всього | Всього         | 18     | 18     | 18     | 54      |

### Спортивна гімнастика

#### Чоловіки
| Дисципліна                    | Золото                                                                  | Срібло | Бронза |
| ----------------------------- | ----------------------------------------------------------------------- | --- | --- |
| Командна першість детальніше  | Китай (CHN) Хуан Сю Лі Сяопен Сяо Цзюньфен Сін Аовей Ян Вей Чжен Ліхуей | Україна (UKR) Олександр Береш Валерій Гончаров Руслан Мезенцев Валерій Перешкура Олександр Світличний Роман Зозуля | Росія (RUS) Максим Альошин Олексій Бондаренко Дмитро Древін Микола Крюков Олексій Нємов Євгеній Подгорний |
| Абсолютна першість детальніше | Олексій Нємов · Росія (RUS)                                             | Ян Вей · Китай (CHN)                                                                                               | Олександр Береш · Україна (UKR)                                                                           |
| Вільні вправи детальніше      | Ігор Віхров · Латвія (LAT)                                              | Олексій Нємов · Росія (RUS)                                                                                        | Йордан Йовчев · Болгарія (BUL)                                                                            |
| Кінь детальніше               | Маріуш Урзіка · Румунія (ROU)                                           | Ерік Пужад · Франція (FRA)                                                                                         | Олексій Нємов · Росія (RUS)                                                                               |
| Кільця детальніше             | Сильвестр Чоллань · Угорщина (HUN)                                      | Демосфен Тампакос · Греція (GRE)                                                                                   | Йордан Йовчев · Болгарія (BUL)                                                                            |
| Опорний стрибок детальніше    | Хервасіо Деферр · Іспанія (ESP)                                         | Олексій Бондаренко · Росія (RUS)                                                                                   | Лешек Блянік · Польща (POL)                                                                               |
| Паралельні бруси детальніше   | Лі Сяопен · Китай (CHN)                                                 | Лі Джу Хйон · Південна Корея (KOR)                                                                                 | Олексій Нємов · Росія (RUS)                                                                               |
| Перекладина детальніше        | Олексій Нємов · Росія (RUS)                                             | Бенжамен Варонян · Франція (FRA)                                                                                   | Лі Джу Хйон · Південна Корея (KOR)                                                                        |

#### Жінки
| Дисципліна                    | Золото                                                                                                 | Срібло | Бронза                                                                                    |
| ----------------------------- | --- | --- | ----------------------------------------------------------------------------------------- |
| Командна першість детальніше  | Румунія (ROU) Сімона Аманар Лоредана Бобок Андрея Ісереску Марія Олару Клаудія Пресекан Андреа Радукан | Росія (RUS) Анна Чепелєва Світлана Хоркіна Анастасія Колеснікова Катерина Лобазнюк Олена Продунова Олена Замолодчикова | США (USA) Емі Чоу Джеймі Денцшер Домінік Доз Крістін Мелоні Елайз Рей Таша Швікерт-Воррен |
| Абсолютна першість детальніше | Сімона Аманар · Румунія (ROU)                                                                          | Марія Олару · Румунія (ROU)                                                                                            | Лю Сюань · Китай (CHN)                                                                    |
| Опорний стрибок детальніше    | Олена Замолодчикова · Росія (RUS)                                                                      | Андреа Радукан · Румунія (ROU)                                                                                         | Катерина Лобазнюк · Росія (RUS)                                                           |
| Різновисокі бруси детальніше  | Світлана Хоркіна · Росія (RUS)                                                                         | Лін Цзє · Китай (CHN)                                                                                                  | Ян Юнь · Китай (CHN)                                                                      |
| Колода детальніше             | Лю Сюань · Китай (CHN)                                                                                 | Катерина Лобазнюк · Росія (RUS)                                                                                        | Олена Продунова · Росія (RUS)                                                             |
| Вільні вправи детальніше      | Олена Замолодчикова · Росія (RUS)                                                                      | Світлана Хоркіна · Росія (RUS)                                                                                         | Сімона Аманар · Румунія (ROU)                                                             |

### Художня гімнастика

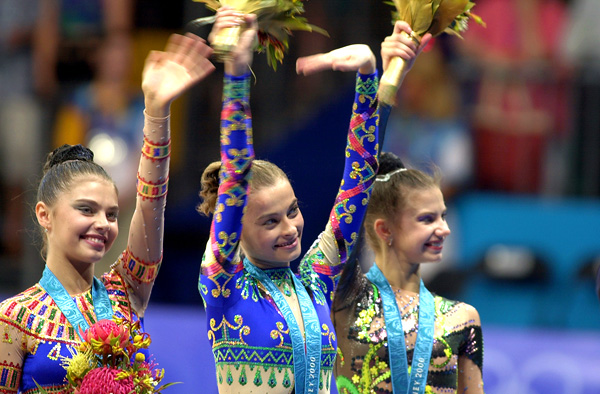
Церемонія нагородження індивідуального багатоборства. Зліва направо: Аліна Кабаєва, Юлія Барсукова, Юлія Раскіна.

| Дисципліна          | Золото                                                                                               | Срібло                                                                                              | Бронза |
| ------------------- | --- | --------------------------------------------------------------------------------------------------- | --- |
| Групові детальніше  | Росія (RUS) Ірина Бєлова Олена Шаламова Наталія Лаврова Марія Нетьосова Віра Шиманська Ірина Зільбер | Білорусь (BLR) Тетяна Ананько Тетяна Белан Ганна Глазкова Ірина Ільєнкова Марія Лазук Ольга Пужевич | Греція (GRE) Ейріні Айнділі Евангелія Хрістодулу Марія Георгату Захарула Кар'ямі Харіклія Пантазі Анна Поллату |
| Особисті детальніше | Юлія Барсукова · Росія (RUS)                                                                         | Юлія Раскіна · Білорусь (BLR)                                                                       | Аліна Кабаєва · Росія (RUS)                                                                                    |

### Стрибки на батуті
| Дисципліна          | Золото                             | Срібло                           | Бронза                       |
| ------------------- | ---------------------------------- | -------------------------------- | ---------------------------- |
| Чоловіки детальніше | Олександр Москаленко · Росія (RUS) | Джі Воллес · Австралія (AUS)     | Матьє Тюржон · Канада (CAN)  |
| Жінки детальніше    | Ірина Караваєва · Росія (RUS)      | Оксана Цигульова · Україна (UKR) | Карен Кокберн · Канада (CAN) |